# Horyniec-Zdrój
Horyniec-Zdrój è un comune rurale polacco del distretto di Lubaczów, nel voivodato della Precarpazia.
Ricopre una superficie di 202,78 km² e nel 2004 contava 4 933 abitanti.